# Port lotniczy Tiga
Port lotniczy Tiga (IATA: TGJ, ICAO: NWWA) – port lotniczy położony na wyspie Tiga, w Nowej Kaledonii.

## Linie lotnicze i połączenia
| Linia Lotnicza | Kierunek         |
| -------------- | ---------------- |
| Air Calédonie  | 1. Numea-Magenta |